# 津田鳳卿
津田 鳳卿（つだ ほうけい、1779年（安永8年） - 1847年6月6日（弘化4年4月23日））は江戸時代後期の加賀藩士。字は邦儀、通称は亮之助、梧崗と号した。

## 人物
加賀藩校明倫堂の助教、御馬廻、書物奉行、南土蔵奉行などを歴任。博覧強記で知られ、和漢の書において渉猟せぬことなしとされた。
藩侯の命によって古文書を収集し、『汲古合編』を編纂。また『韓非子解詁全書』を著した。1847年（弘化4年）、享年69をもって没。

## 関連資料
- 石川県『石川県史 第3編』（石川県図書館協会,1974）309頁
- 家臣人名事典編纂委員会編『三百藩家臣人名事典 第3巻』（新人物往来社,1988）228頁 ISBN 4404015038